# Sonic the Hedgehog
Cet article concerne la série de jeux vidéo. Pour le personnage, voir Sonic. Pour les autres articles homonymes, voir Sonic the Hedgehog (homonymie).
Sonic the Hedgehog (ソニック・ザ・ヘッジホッグ, Sonikku za Hejjihoggu), ou plus simplement Sonic, est une série de jeux vidéo, développée par la firme japonaise Sega depuis 1991. Elle met en avant la mascotte de la firme Sonic, un hérisson (hedgehog en anglais) bleu anthropomorphe, luttant contre l'antagoniste principal de la série, le Dr Robotnik. Sonic doit habituellement déjouer les plans du Dr Robotnik dans son idée de domination du monde. Le premier jeu de la série, publié en 1991, est produit par le studio Sonic Team de Sega, à la suite d'une demande de ce dernier pour la conception d'une mascotte ; le titre est un franc succès, permet la production d'un bon nombre de suites et permet à Sega d'accéder au statut de l'une des plus imposantes sociétés vidéoludiques dans l'histoire des consoles 16-bit du début au milieu des années 1990.
Sonic Team développe alors les nombreux titres de sa franchise. Les membres clés de l'équipe de production initiale incluent Yuji Naka, Naoto Ōshima, et Hirokazu Yasuhara. Les autres développeurs des jeux Sonic incluent la branche américaine Sega Technical Institute, la société japonaise Dimps, la société américaine Backbone Entertainment, la société canadienne BioWare, et les sociétés britanniques Sumo Digital, et Traveller's Tales. Les premiers jeux se basent sur des éléments de jeux de plateformes, puis sur d'autres genres de jeux vidéo incluant action-aventure, course, rôle, combat et sports.

## Histoire
| 1991 | Sonic the Hedgehog (16 bits)                 |
| 1991 | Sonic the Hedgehog (8 bits)                  |
| 1992 | Sonic the Hedgehog 2 (8 bits)                |
| 1992 | Sonic the Hedgehog 2 (16 bits)               |
| 1993 | Sonic CD                                     |
| 1993 | Sonic the Hedgehog Chaos                     |
| 1993 | Sonic the Hedgehog Spinball                  |
| 1994 | Sonic the Hedgehog 3                         |
| 1994 | Sonic Drift                                  |
| 1994 | Sonic and Knuckles                           |
| 1994 | Sonic the Hedgehog: Triple Trouble           |
| 1995 | Sonic Drift 2                                |
| 1995 | Sonic Labyrinth                              |
| 1996 | Sonic the Fighters                           |
| 1996 | Sonic Blast                                  |
| 1996 | Sonic 3D: Flickies' Island                   |
| 1997 | Sonic R                                      |
| 1998 | Sonic Adventure                              |
| 1999 | Sonic the Hedgehog Pocket Adventure          |
| 2000 | Sonic Shuffle                                |
| 2001 | Sonic Adventure 2                            |
| 2001 | Sonic Advance                                |
| 2002 | Sonic Advance 2                              |
| 2003 | Sonic Pinball Party                          |
| 2003 | Sonic Battle                                 |
| 2003 | Sonic Heroes                                 |
| 2004 | Sonic Advance 3                              |
| 2005 | Shadow the Hedgehog                          |
| 2005 | Sonic Rush                                   |
| 2006 | Sonic Riders                                 |
| 2006 | Sonic the Hedgehog                           |
| 2006 | Sonic Rivals                                 |
| 2007 | Sonic and the Secret Rings                   |
| 2007 | Sonic Rush Adventure                         |
| 2007 | Sonic Rivals 2                               |
| 2008 | Sonic Riders: Zero Gravity                   |
| 2008 | Sonic Chronicles : La Confrérie des ténèbres |
| 2008 | Sonic Unleashed : La Malédiction du Hérisson |
| 2009 | Sonic et le Chevalier noir                   |
| 2010 | Sonic and Sega All-Stars Racing              |
| 2010 | Sonic the Hedgehog 4: Episode 1              |
| 2010 | Sonic Free Riders                            |
| 2010 | Sonic Colours                                |
| 2011 | Sonic Generations                            |
| 2012 | Sonic the Hedgehog 4: Episode 2              |
| 2012 | Sonic and All-Stars Racing Transformed       |
| 2013 | Sonic Dash                                   |
| 2013 | Sonic Lost World                             |
| 2014 | Sonic Boom : L'Ascension de Lyric            |
| 2014 | Sonic Boom : Le Cristal brisé                |
| 2015 | Sonic Runners                                |
| 2016 | Sonic Boom : Le Feu et la Glace              |
| 2017 | Sonic Mania                                  |
| 2017 | Sonic Forces                                 |
| 2018 |                                              |
| 2019 | Team Sonic Racing                            |
| 2020 |                                              |
| 2021 |                                              |
| 2022 | Sonic Frontiers                              |
| 2023 | The Murder of Sonic the Hedgehog             |
| 2023 | Sonic Superstars                             |
| 2023 | Sonic Dream Team                             |
| 2024 | Sonic X Shadow Generations                   |
| 2025 | Sonic Rumble                                 |
| 2025 | Sonic Racing: Crossworlds                    |

### Prémices
Pratiquement tous les jeux de la série présentent Sonic en guise de personnage jouable et protagoniste. La série met en avant Sonic et ses alliés tentant de sauver le monde de différentes menaces. Le principal antagoniste de la série est au début le Dr Eggman qui tente de créer un empire dominé par les robots. Par la suite, d'autres ennemis font leur apparition. Les Émeraudes du chaos, des puissantes sources d'énergies, sont des artefacts très convoités dans tous les jeux vidéo.

### 1991-1996: Genèse et premiers jeux

#### Mega Drive/Genesis
Le premier jeu Sonic, intitulé Sonic the Hedgehog, est un jeu de plates-formes commercialisé en 1991, mettant en scène le protagoniste Sonic courant à travers différents niveaux du jeu afin d'arrêter le Dr Robotnik, et de l'empêcher de conquérir le monde. Le jeu se centre sur la capacité de Sonic à sauter et courir à vive allure grâce notamment aux divers checkpoints et à des loopings. Sa suite, Sonic the Hedgehog 2, un jeu de plateforme également, paru en 1992, possède un gameplay amélioré ; il s'agit également du deuxième jeu le plus vendu sur Mega Drive. Le jeu intronise le bras-droit de Sonic, Miles « Tails » Prower, qui suit Sonic dans le jeu, et permet à un second joueur de l'incarner. La suite, Sonic the Hedgehog 3, est un jeu de plateforme paru en 1994. Le jeu présente un nouveau système de défense, et permet à Tails de voler sous le contrôle du joueur. Il intronise également un nouveau personnage, Knuckles, un autre antagoniste de la série. Sonic and Knuckles, un autre jeu de plateforme, est également commercialisé en 1994. Le jeu intronise Knuckles en guise de personnage jouable ayant la capacité de glisser et monter sur les murs, et peut être branché à Sonic the Hedgehog 3 afin de débloquer la fonction Lock on. Cette fonction permet une jouabilité intégrale du jeu ; ces deux jeux devaient à la base être conçus en un seul, mais ont dû être séparé au développement par manque de place et de temps,.
De nombreux jeux Sonic autres qu'en 2D sont parus sur console Mega Drive. Sonic the Hedgehog Spinball, commercialisé en 1993, est une simulation de pinball modelé et inspiré des deux premiers jeux Sonic. Le jeu, contrairement à d'autres jeux de pinball, possède un but bien différent : récolter les Émeraudes du chaos de chaque niveau et vaincre les boss. Il s'agit de l'un des quelques jeux vidéo basés sur le personnage de la série d'animation Sonic the Hedgehog et Les Aventures de Sonic. Dr. Robotnik's Mean Bean Machine est un jeu de puzzle similaire à Puyo Puyo, mais basé sur l'univers des Aventures de Sonic. Sonic 3D Blast, un jeu de plateforme 2.5D en vue isométrique, paru en 1996 et développé par Traveller's Tales, présentant Sonic courant à travers un environnement pseudo-3D tentant de sauver Flickies des griffes de Robotnik.
Sonic CD, paru sur Sega CD, est un jeu de plateforme 2D, paru en 1993. Le jeu intronise les personnages Amy Rose et Metal Sonic, et présente de niveaux aux dépens du passé, du présent et du futur de Sonic. Knuckles Chaotix, un spin-off paru en 1995, sur Sega 32X, présente Knuckles et un nouveau groupe appelé Chaotix luttant contre Robotnik. Le jeu présente un système à deux joueurs. Il existe également un jeu intitulé Sonic Eraser, un jeu de puzzle exclusivement paru sur Meganet.

#### Master System et Game Gear
À la suite du succès escompté de Sonic sur Mega Drive, la série est intronisée sur consoles Sega Master System et Sega Game Gear. Sega commence avec la parution de Sonic the Hedgehog, un jeu de plates-formes en 2D, en 1991. Le jeu permet à Sonic de courir à vive allure, comme sur sa version Mega Drive, mais avec quelques différences dans le level design et dans la musique. Sega fait par la suite paraître Sonic the Hedgehog 2, un autre jeu de plateforme en 2D, en 1992. Le jeu est diffèrent par rapport à sa version Mega Drive, avec de différents niveaux et différentes musiques. Il présente également un scénario différent dans lequel Robotnik enlève Tails, qui n'est pas un personnage jouable dans la version Master System/Game Gear. Sonic Chaos/Sonic and Tails (Japon), paru en 1993, est similaire aux deux premiers jeux Sonic sur Sega Master System/Game Gear, mais présente Tails en guise de personnage jouable. Une suite, Sonic Triple Trouble/Sonic and Tails 2 (Japon), un jeu de plateforme en 2D, est paru en 1994 sur Game Gear, et présente un nouveau personnage, Nack the Weasel, qui, aux côtés de Knuckles et Robotnik, faisaient la course afin de récolter les Émeraudes du chaos. L'un des derniers jeux sur Sega Game Gear, Sonic Blast, est paru en 1996.
Des jeux dérivés Sonic, autres qu'en 2D, ont également été commercialisés. Sonic Labyrinth, paru sur Game Gear en 1995, présente une vue isométrique et un gameplay ralenti d'exploration. Sonic Drift, un jeu de course en kart, est paru en 1994. Il est plus tard suivi de Sonic Drift 2 en 1995. Tails a également eu ses propres jeux. Tails' Skypatrol, paru en 1995, permet au joueur de contrôler Tails en vol. Tails Adventure, également paru en 1995, propose des éléments de RPG et de plateformes.

### 1996-1998: Époque de la Saturn
Quelques jeux Sonic sont parus sur Sega Saturn, mais aucun d'entre eux n'était originellement conçu sur cette console. Sonic 3D est paru en 1996, en même temps que sa version Mega Drive. Comme pour sa version sur Mega Drive, la version sur Saturn utilise des graphismes isométriques en 2.5D, accompagné de techniques en full motion video, notamment. Sonic Jam, une compilation paru sur Saturn en 1997, se compose des jeux Sonic the Hedgehog, Sonic the Hedgehog 2, Sonic the Hedgehog 3, et Sonic and Knuckles, et d'un mode Sonic World, permettant au joueur de contrôler Sonic dans un mini-univers en 3D. Le Sonic World permet d'accéder à des palettes graphiques des personnes, aux musiques du jeu, et à des vidéos de Sonic en japonais. Sonic R, un spin-off de course à pied, et également le premier jeu Sonic intégralement en 3D, est paru en 1997 sur Saturn, et adapté sur PC en 1998.
La Sega Technical Institute tente de développer un jeu Sonic sur Saturn, intitulé Sonic X-treme. Il devait, à la base, être rival des jeux Super Mario 64 de Nintendo, et Crash Bandicoot de Sony. Cependant, par manque de temps, et après des divergences entre la STI, la société Sega, et l'équipe de production, le projet est annulé courant 1996.

### 1998-2005: Passage à la 3D
Les ventes sur Dreamcast commencent à décliner à la suite du lancement de la PlayStation 2 ; néanmoins, quelques jeux Sonic ont vu le jour sur la console. Sonic Adventure, un jeu de lancement pour la Dreamcast, est paru en novembre 1998 au Japon, et en septembre 1999 en Amérique du Nord. Le jeu est le tout premier de la série à utiliser le doublage. Sa suite, Sonic Adventure 2, commercialisé le 23 juin 2001 (exactement 10 ans après la sortie du tout premier opus sur Mega Drive), est le dernier jeu à paraître sur Dreamcast. Il célèbre le 10e anniversaire de la franchise. D'autres jeux Sonic sur Dreamcast incluent Sonic Shuffle, paru en 2000, et conceptuellement similaire à la série Mario Party et Sonic the Hedgehog Pocket Adventure.
En raison du déclin de sa console, Sega devient uniquement un développeur de jeux et commence à sortir sa série Sonic sur d'autres supports. Le premier jeu sorti sur GameCube s'intitule Sonic Adventure 2: Battle, qui est une reprise du jeu Dreamcast ; en octobre 2012, il est importé sur Xbox Live Arcade et PlayStation Network, avec une version pour Steam en novembre la même année. Sonic Adventure est aussi réédité sur GameCube et PC sous le titre Sonic Adventure DX: Director's Cut en 2003, puis fin 2010, sur Xbox Live Arcade et PlayStation Network. Sega fait plus tard paraître Sonic Heroes, le premier jeu adapté sur supports GameCube, PlayStation 2, et Xbox. Il est commercialisé sur ces trois consoles le 30 décembre 2003 au Japon. Shadow the Hedgehog, un autre jeu de la série Sonic, est commercialisé le 15 novembre 2005 en Amérique du Nord, et utilise le même moteur de jeu que Sonic Heroes. Le jeu se centre sur Shadow the Hedgehog, tentant de retourner dans le passé. Sonic Riders sorti en 2006, est le premier jeu de course Sonic paru depuis Sonic R.
Sega continue tout de même le développement de jeux Sonic en 2D, notamment sur console portable. La transition de Sonic sur Game Boy Advance commence avec le jeu Sonic Advance, le premier titre original Sonic sur console Nintendo. Il s'agit d'un jeu de plateforme en 2D, similaire aux précédents jeux parus sur Mega Drive, avec un nouveau gameplay. Il est paru en décembre 2001 au Japon et courant 2002 à l'international, puis adapté sur N-Gage de Nokia le 7 octobre 2003 sous le titre Sonic N. Deux suites, Sonic Advance 2 et Sonic Advance 3, suivent en mars 2003, et en juin 2004, respectivement. Entretemps, deux autres jeux Sonic sont parus : Sonic Battle, un jeu vidéo de combat en 3D, et Sonic Pinball Party, une simulation de pinball. Le dernier jeu Sonic à paraître sur Game Boy Advance s'intitule Sonic The Hedgehog en 2006.

### 2006-2011: Jeux sur septième génération de consoles
À cette période, Sega amène la série dans plusieurs directions. D'abord avec Sonic the Hedgehog, sorti en novembre 2006 sur Xbox 360 et PlayStation 3. Il se veut être un Reboot. Sonic Unleashed, sort sur Wii, Xbox 360, PlayStation 3 et PlayStation 2, en novembre 2008. Par la suite, de nouveaux jeux présentent uniquement Sonic comme personnage jouable. Sonic the Hedgehog 4: Episode 1, un jeu épisodique en 2D, est développé et commercialisé sur PlayStation Network, Xbox Live Arcade, et WiiWare. Sonic the Hedgehog 4: Episode 2 est sorti en 2012 sur PlayStation Network, Xbox Live, Android, iOS, et Windows Phones. Sonic Colours, un jeu sur Wii, est sorti en novembre 2010. Sonic Generations, est développé par Sonic Team sur Xbox 360, PS3, PC, et par Dimps sur Nintendo 3DS, sorti en novembre 2011 pour célébrer le 20e anniversaire de la franchise, représentant deux Sonic, l'ancien et l'actuel,. Pendant ce temps, la franchise s'adapte en une multitude de jeux dérivés.
De nombreux jeux Sonic sont également parus sur Nintendo DS. Le premier s'intitule Sonic Rush, paru en novembre 2005, avec un gameplay similaire à celui de Sonic Advance. Il est suivi d'une suite intitulée Sonic Rush Adventure, en 2007, présentant de nouveaux éléments comme la conduite de motomarines et de sous-marins. Sonic Colors (version DS), paru en novembre 2010, va beaucoup plus loin dans le gameplay la série Rush. Comme pour la Nintendo Wii, la DS assiste à la sortie de jeux vidéo croisant Mario aux côtés de Sonic. Le premier, Mario et Sonic aux Jeux olympiques, est sorti en novembre 2007. Sa suite, Mario et Sonic aux Jeux olympiques d'hiver, est sorti en octobre 2009. Egalement, deux jeux Sonic sont sortis sur PlayStation Portable : Sonic Rivals et sa suite Sonic Rivals 2. Les deux jeux sont en graphisme 2.5D. Sonic Chronicles : La Confrérie des ténèbres, un spin-off sorti en septembre 2008, est un jeu de rôle développé par BioWare.

### Depuis 2011: Jeux sur huitième et neuvième génération de consoles
Un troisième opus de la série Sonic et Mario, Mario et Sonic aux Jeux olympiques de Londres 2012 est également sorti sur 3DS. Sonic and All-Stars Racing Transformed est sorti sur 3DS en février 2013, et sur PlayStation Vita en novembre 2012. En octobre 2012, Sonic Jump est commercialisé sur iOS, et en mars 2013, Sonic Dash est commercialisé. En mai 2013, Sega annonce une version de Sonic Lost World sur 3DS. Le 11 novembre 2014 sort Sonic Boom : Le Cristal brisé sur Nintendo 3DS. Une suite intitulée Sonic Boom : Le Feu et la Glace sort en septembre 2016. Sonic aux Jeux olympiques est un jeu sorti sur iOS et Android.
En mai 2013, Sega annonce un partenariat avec Nintendo, sous lequel les trois jeux Sonic à venir seraient exclusivement adaptés sur Nintendo 3DS et Wii U, et distribué par Nintendo en Europe et en Australie. Cela inclut Sonic Lost World, un jeu de plates-formes ; Mario et Sonic aux Jeux olympiques d'hiver de Sotchi 2014 ; et Sonic Boom. Le personnage de Sonic a également été intégré en tant que personnage jouable dans Super Smash Bros. for Nintendo 3DS / for Wii U.
Le 22 juillet 2016 est annoncé le jeu Sonic Mania, un jeu 2D dans un style graphique 16-bit rappelant les premiers épisodes sur Mega Drive. Le jeu sort sur Nintendo Switch, PC, PlayStation 4 et Xbox One le 15 août 2017. Un autre jeu Sonic intitulé Sonic Forces est sorti en novembre 2017 sur les mêmes consoles. Sonic Frontiers est ensuite sorti en 2022. Sega annonce le 8 juin 2023, Sonic Superstars pour la fin de l'année.

## Univers

Les anneaux sont les objets les plus répandus dans les jeux Sonic, et donc, les plus faciles à attraper.

### Environnement
Initialement, Sonic vivait ses aventures d'îles en îles :
- South Island (Sonic 1) ;
- West Side Island (Sonic 2) ;
- Angel Island, l'île flottante où vit Knuckles (Sonic 3 and Knuckles), renommé Onyx Island dans le futur (Sonic Rivals) ;
- Flickies' Island (Sonic 3D Blast) ;
- Resort Island (Sonic R) ;
- Starfall Islands (Sonic Frontiers) ;
- Northstar Islands (Sonic Superstars).

Puis il a parcouru les huit continents de la planète (Sonic Unleashed) :
- Apotos (inspiré par la Grèce) ;
- Spagonia, continent où se trouve la principauté de Soleanna (Sonic the Hedgehog, 2006) ;
- Mazuri (inspiré par l'Afrique) ;
- Holoska (inspiré par le Cercle Polaire Arctique) ;
- Chun-Nan (inspiré par la Chine) ;
- Shamar (inspiré par le Moyen-Orient) ;
- Empire City, le continent des Fédérations Unis (Sonic Adventure, Sonic Adventure 2, Shadow the Hedgehog), pays pas toujours intègre lorsqu'il s'agit de protéger ses secrets ;
- Adabat (inspiré par l'Asie du Sud-Est).

Voire au-delà de la Terre comme :
- la Lune (Sonic Advance), elle se fera partiellement détruire dans Sonic Adventure 2 par la Team Dark (Shadow-Eggman-Rouge) ;
- Little Planet (Sonic CD), une seconde lune qui fut conquis par le Dr Eggman ;
- la station spatiale ARK, ancien centre de recherche des Fédérations Unis géré par le Professeur Gerald Robotnik ;
- le Death Egg, station spatiale du Dr Eggman ;
- la Black Comet (Shadow the Hedgehog), le vaisseau extraterrestre des Black Arms ;
- les planètes Tropical Resort, Sweet Mountain, Starlight Carnival, Planet Wisp, Aquarium Park et Asteroid Coaster (Sonic Colours) ;
- L'Hexamonde Perdu, le domaine des Effroyables Six (Sonic Lost World).

### Émeraudes
Les émeraudes du chaos sont des pierres magiques qui jouent un rôle important dans l'univers de Sonic, accessibles tout au long de chaque jeu au travers de niveaux bonus (ou au cours du scénario, c'est selon). Présentes dès le premier opus, les émeraudes ne sont alors qu'au nombre de six et servent à octroyer des continues supplémentaires. Elles passent au nombre de sept à partir de Sonic the Hedgehog 2 et procurent à Sonic la possibilité de se transformer en Super Sonic en les ramassant toutes. L'histoire des émeraudes n'est abordée qu'à partir de Sonic 3 et Knuckles. Knuckles est le gardien de l'Émeraude Mère, la plus grosse et la plus puissante des émeraudes. Dans Sonic Adventure, le Dr Robotnik se sert des émeraudes pour augmenter la puissance de Chaos. En fait, les émeraudes ont deux pouvoirs, le positif et le négatif ; pour utiliser le pouvoir positif, il faut enrichir les émeraudes par le cœur. Il est possible pour Shadow et Sonic de se téléporter avec une Émeraude du chaos. Dans Sonic Unleashed, Eggman les utilise afin de fendre la planète en sept morceaux dans le but de libérer Dark Gaia mais Sonic s'est transformer en hérisson-garou à cause de cette entité démoniaque. 
Dans Sonic Superstars, outre le fait que les 7 émeraudes réunies permettent de se transformer en Super Sonic, chaque émeraude possède son propre pouvoir. La bleue foncée permet au personnage d'invoquer des clones de lui-même pour endommager des ennemis, ce pouvoir est très utile contre les boss ; la rouge transforme le personnage en boule de feu qui peut être lancée dans n'importe quelle direction ; la violette permet au joueur de voir des plateformes cachées ; la cyan liquéfie le personnage et permet de se déplacer plus facilement sous l'eau et de remonter des cascades ; la verte fait pousser une plante grimpante pour accéder à des endroits inaccessibles ; la jaune permet de ralentir le temps (sauf pour le personnage), ce qui fait que les ennemis, les boss et les objets sont beaucoup plus lents ; la blanche donne une attaque unique selon le personnage.
L'émeraude mère est un joyau gardé par Knuckles, qui est dite avoir été créée par les dieux eux-mêmes. Elle a notamment le pouvoir d'annuler celui des émeraudes du chaos, mais sa véritable puissance est infinie, bien que quasiment impossible à exploiter.

## Produits dérivés

### Séries télévisées
- Les Aventures de Sonic (1993) : série d'animation américaine de 65 épisodes (ainsi qu'un épisode supplémentaire pour Noël) ayant comme personnages principaux Sonic, Tails, Dr Robotnik et trois robots nommés Scratch, Grounder et Coconuts (d'autres robots n'apparaissent que dans un seul épisode).
- Sonic the Hedgehog (1993-1994) : série d'animation italo-américaine de 26 épisodes. Sonic et les Combattants de la Liberté (Sally, Rotor, Antoine, Dulcie, Tails) combattent le Dr Robotnik. Ils organisent différents raids dans Robotropolis.
- Sonic le Rebelle (1999) : série animée franco-américaine de 40 épisodes. Sonic a un frère prénommé Manic et une sœur prénommée Sonia, avec qui il forme un groupe de rock nommé Les Insurrecsionics.
- Sonic X (2003-2005) : série d'animation japonaise de 78 épisodes principalement basée sur les jeux Sonic Adventure. À la suite d'un accident survenu dans la base de Robotnik, Sonic et ses amis se retrouvent transportés dans le monde des humains.
- Sonic Boom (2014-2017) : série animée franco-américaine de 104 épisodes sur 2 saisons.
- Sonic Prime (2022-2024) : série d'animation américaine de 23 épisodes sur 3 saisons.
- Knuckles (2024) : mini-série en prise de vues réelles de 6 épisodes centrée sur Knuckles. Elle se déroule entre Sonic 2, le film et Sonic 3, le film.

### Films
- Sonic the Hedgehog: The Movie : deux OAV produits au Japon par Haruki Nakayama et le Studio Pierrot, sortis en 1996 mais jamais doublés en français. L'histoire est dérivée de Sonic the Hedgehog 3 et Sonic CD et met principalement en scène le clone métallique de Sonic, Metal Sonic.
- Sonic, le film : film américano-japonais de Jeff Fowler, sorti en 2020, mêlant animation et prise de vues réelles.
- Sonic 2, le film : film américano-japonais de Jeff Fowler, sorti en 2022 et suite du film ci-dessus.
- Sonic 3, le film : film américano-japonais de Jeff Fowler, dont la sortie est prévue pour 2024 et troisième volet de la série de films.

### Bandes dessinées

#### Série de bande dessinée européenne
- Sonic Adventures (1994) : série de bande dessinée française éditée par les éditions La Sirène dont la création a été confiée à Smoldo et Mister B. Il n'existe qu'un seul numéro de cette série. L'histoire est inspirée de Sonic 3, et montre Sonic cherchant à échapper au Dr Robotnik et trouvant par hasard une émeraude du Chaos sur la tête d'une reine échidnée qui veut les laver[pas clair] dans des mares de lave[64].

#### Comics
- Sonic the Hedgehog (1993 - 2017) : série de comics américaine publiée par Archie Comics, dont la parution a été officiellement arrêté en juillet 2017[65]. Cette série connait de nombreuses séries dérivées, notamment une série basée sur le personnage de Knuckles, ou une autre, Sonic Universe, qui présente des aventures en marge de l'histoire principale. L'univers de cette série est grandement semblable et inspiré de celui du dessin animé homonyme (après avoir été plus proche du dessin animé Les Aventures de Sonic dans le ton et l'esprit, et avec quelques modifications et ajouts par les différents auteurs qui se sont succédé), il y a eu un reboot qui a créé une nouvelle continuité, principalement basée sur l'univers de la série de jeux vidéo avec quelques éléments des deux premiers dessins animés ajoutés[66].
- Sonic the Comic (1993-2001) : série de comics britannique publiée par Fleetway dans le magazine du même nom, elle compte 223 numéros. Cette série adapte plus fidèlement les jeux que celle éditée par Archie Comics. C'est un condensé de plusieurs petites histoires[67].
- Sonic the Hedgehog (1991) : histoire créée par Francis Mao afin de promouvoir la sortie de Sonic aux États-Unis, elle raconte comment Sonic est devenu bleu. Cette histoire fut ensuite reprise dans Sonic the Comic[68].
- Sonic X (2005 - 2009) : série de quarante numéros inspirée du dessin animé du même nom, publié en anglais par Archie Comics[réf. souhaitée].
- Sonic Boom (2014 - 2015) : série de comics inspirée de la série d'animation du même nom. Tout comme cette dernière, l'univers y est plus humoristique que dans la série principale[pas clair], et il n'y a pas énormément d'importance attachée à la continuité.
- Sonic the Hedgehog (depuis 2018) : série de comics américaine publiée par IDW Publishing, remplaçant la série publiée jusqu'en 2017 par Archie Comics. La série a été annoncée juste après l'annonce de la fin de la série publiée par Archie Comics[69], et est écrite par Ian Flynn, qui écrivait cette dernière[70].

#### Mangas
- Sonic Story Comic (1991) : manga promotionnel en deux volumes qu'il était possible de se procurer dans le Mega Drive Fan[Quoi ?]. Ce manga contient des références aux versions bêta du premier opus — Sonic the Hedgehog — telle que la Sparkling Zone. On y voit notamment l'apparition du groupe de rock de Sonic qui était censé devenir l'image du Sound Test, dans lequel le fameux crocodile-futur Vector est présent.
- Korokoro Comics (1992) : manga à parution bimestrielle dans le Korokoro Comics Spécial, créé par Tanaka Kouichi. Il raconte la vie de Nikki, un jeune garçon normal qui a une petite amie Amy et un rival du nom d'Anton. Sa vie serait presque normale s'il n'avait pas régulièrement des pertes de mémoire quand il y a du danger car il devient en fait le héros Sonic. Ce manga marque aussi la première apparition d'Amy avant Sonic CD.
- Dash & Spin: Super Fast Sonic!! (2002) : manga créé par Harukaze Santa. Il met dans des situations humoristiques les personnages les plus connus : Sonic, Eggman, Tails, Knuckles, Amy et Shadow. Les publications bimestrielles des Korokoro Specials ont donné lieu à deux mangas de format plus habituel.

### Magazines
- Sonic the Comic (1993-2002) : magazine britannique des éditions Fleetway. Il présentait les planches de la série du même nom ainsi que d'autres comics sur les héros de Sega.
- Sonic Mag (1994) : magazine mensuel français[réf. nécessaire] des éditions Tournon-Egmont paru à partir de janvier 1994[71]. Comme le magazine Sonic the Comic, il présentait les planches de la série Sonic the Comic ainsi que d'autres comics sur les héros de Sega.
- Sonic Magazine (2006) : magazine français hors-série des éditions Future France. Il présentait toutes les informations sur Sonic ainsi que son histoire. Il était livré avec une plaque d'autocollants.

### Jeux de société
- Sonic the Hedgehog (1992) : jeu de société édité par MB pour deux à quatre joueurs avec des parties de 30 minutes en moyenne. Le but du jeu est d'obtenir le plus d'anneaux possible pour défaire Robotnik.
- Sonic Super Teams (2022) : jeu de société de Max Gerchambeau édité par Zygomatic pour deux à quatre joueurs. C'est un jeu de course familial avec des parties d'environ 20 minutes. Le but est de faire franchir la ligne d'arrivée à son équipe en premier. Huit mini-figurines sont incluses dans le jeu.

### Livres-jeux
Il existe une série de six livres-jeux publiée au Royaume-Uni en anglais, par Puffin Books :
- Metal City Mayhem (1993) de James Wallis ;
- Zone Rangers (1993) de James Wallis ;
- Sonic v Zonik (1994) de Nigel Gross et Jon Sutherland ;
- The Zone Zapper (1994) de Nigel Gross et Jon Sutherland ;
- Theme Park Panic (1995) de Marc Gascoigne et Jonathan Green ;
- Stormin' Sonic (1996) de Marc Gascoigne et Jonathan Green.

### Romans et nouvelles
Une série de quatre romans a été publiée exclusivement au Royaume-Uni en anglais par Virgin Books et ils ont été écrits par Marc Gascoigne, James Wallis et Carl Sargent sous le nom de Martin Adams :
- Sonic the Hedgehog in Robotnik's Laboratory (1993) ;
- Sonic the Hedgehog in the Fourth Dimension (1993) ;
- Sonic the Hedgehog and the Silicon Warriors (1993) ;
- Sonic the Hedgehog in Castle Robotnik (1994).

Une série de cinq romans a été publiée exclusivement aux États-Unis en anglais par Troll Associates et ils ont été écrits par Michael Teitelbaum :
- Sonic the Hedgehog (1993) ;
- Robotnik's Revenge (1994) ;
- Fortress of Fear (1995) ;
- Friend or Foe (1995) ;
- Sonic and Knuckles (1995).

Une série de six livres a été publiée au Royaume-Uni en anglais par Ladybird Books :
- Where's Sonic? (1994) ;
- Where's Sonic Now? (1994) ;
- Invisible Robotnik (1994) ;
- Robotnik's Oil (1994) ;
- Sonic the Hedgehog: Joke Book (1994) ;
- Sonic the Story (1994).

### Autres
Mike Pattenden a écrit Stay Sonic: The Official Sega Handbook en 1993 pour Penguin Books, décrivant la version officielle des origines de Sonic.

## Accueil
La franchise Sonic a été récompensée sept fois dans l'édition 2008 du Guinness World Records. Elle est représentée dans les catégories « Meilleur jeu sur systèmes Sega », « Plus long comics inspiré d'un jeu vidéo » et « Meilleure compilation rentable de jeux rétro » (pour Sonic Mega Collection). Dans le Guinness World Records: Gamer's Edition 2010, la série Sonic est classée 15e dans le top 50 des franchises vidéoludiques. En décembre 2006, IGN la liste comme 19e meilleures franchises de tous les temps.